# Desmopachria concolor
Desmopachria concolor är en skalbaggsart som beskrevs av Sharp 1882. Desmopachria concolor ingår i släktet Desmopachria och familjen dykare. Inga underarter finns listade i Catalogue of Life.